# 400 mètres masculin aux Jeux olympiques d'été de 1932 (athlétisme)
Pour un article plus général, voir Athlétisme aux Jeux olympiques d'été de 1932.
Navigation
Amsterdam 1928 Berlin 1936
L'épreuve du 400 mètres masculin aux Jeux olympiques de 1932 s'est déroulée les 4 et 5 août 1932 au Memorial Coliseum de Los Angeles, aux États-Unis. Elle est remportée par l'Américain Bill Carr qui établit un nouveau record du monde en 46 s 2.

## Résultats

### Finale
| Rang               | Couloir | Athlète          | Pays           | Temps  | Notes |
| ------------------ | ------- | ---------------- | -------------- | ------ | ----- |
| Médaille d'or      | 4       | Bill Carr        | États-Unis     | 46 s 2 | WR    |
| Médaille d'argent  | 2       | Benjamin Eastman | États-Unis     | 46 s 4 |       |
| Médaille de bronze | 3       | Alex Wilson      | Canada         | 47 s 4 |       |
| 4                  | 1       | Willie Walters   | Afrique du Sud | 48 s 2 |       |
| 5                  | 5       | James Gordon     | États-Unis     | 48 s 2 |       |
| 6                  | 6       | George Golding   | Australie      | 48 s 8 |       |